# Nyehunge
Nyehunge è una circoscrizione rurale (rural ward) della Tanzania situata nel distretto di Sengerema, regione di Mwanza. Conta una popolazione di 35 726 abitanti (censimento 2012).